# Polityka zagraniczna San Marino
San Marino pełni aktywną rolę polityczną na arenie międzynarodowej. Kraj ten posiada ponad 70 ambasad oraz konsulatów na całym świecie.
San Marino jest pełnoprawnym członkiem poniższych organizacji międzynarodowych:
- ONZ
- Międzynarodowego Trybunału Sprawiedliwości
- UNESCO
- Międzynarodowego Funduszu Walutowego
- WHO
- Światowej Organizacji Turystyki
- Rady Europy
- MTK.

Oprócz tego San Marino współpracuje z UNICEF oraz z Wysokim Komisarzem ONZ ds. Uchodźców.
Włochy, Zakon maltański oraz Stolica Apostolska jako jedyne podmioty prawa międzynarodowego posiadają stałych ambasadorów oraz swoje misje zagraniczne w San Marino.
San Marino jako jeden z 69 krajów ONZ zaakceptowało formalnie niepodległość Kosowa.